# 福井車站 (福井縣)
福井車站（日语：〔〕／ Fukui eki）是一位於日本福井縣福井市，由西日本旅客鐵道（JR西日本）、福井幸福鐵道與越前鐵道（えちぜん鉄道）共用的鐵道車站。其中JR西日本營運北陸新幹線、福井幸福鐵道營運Hapi-line Fukui線、越前鐵道營運勝山永平寺線與三國蘆原線；另外，在站外西廣場還設有福井鐵道福武線的福井站。

## 停站路線
- 西日本旅客鐵道

- 北陸新幹線
- 越美北線（又暱稱為「九頭龍線」，該線正式起點為越前花堂站，但該線所有列車實際上都是以福井車站作為起訖車站）

- 福井幸福鐵道

- Hapi-line Fukui線

- 越前鐵道

- 勝山永平寺線 ※起點站
- 三國蘆原線（路線正式起點為福井口站，但該線所有列車實際上都是以福井車站作為起訖車站）

- 福井鐵道

- 福武線

## 車站構造

### 新幹線

#### 月台配置
| 月台 | 路線       | 方向 | 目的地         | 備註 |
| ---- | ---------- | ---- | -------------- | ---- |
| 11   | 北陸新幹線 | 上行 | 金澤、東京方向 |      |
| 12   | 北陸新幹線 | 下行 | 敦賀方向       |      |

### 在來線
福井幸福鐵道所屬的福井車站站區是一個設置有兩座島式月台共五條乘車線的高架車站，其中2號線與3號線實際上是共用同一座島式月台的同一側，但由九頭龍線普通列車使用、採類似終點站單向進出的2號線是設置在月台朝大阪方向的缺口處，與由北陸線所使用的3號線正好是朝不同方向發車而不會互相干擾。
身為福井縣內最重要的車站，福井車站是一個由JR西日本派員直營且管理許多周遭小站的管理車站，設於此站內的福井地域鐵道部之任務範圍涵蓋了北陸本線南今至牛之谷（牛ノ谷），與越美北線（九頭龍線）全線的各站。

#### 月台配置
| 月台 | 路線               | 方向      | 目的地                 | 備註                   |
| ---- | ------------------ | --------- | ---------------------- | ---------------------- |
| 1、3 | ■Hapi-line Fukui線 | 下行      | 金澤、蘆原溫泉方向     | 一部分於4號月台開出    |
| 2    | ■九頭龍線          | ■九頭龍線 | 越前大野、九頭龍湖方向 | 越前大野、九頭龍湖方向 |
| 4、5 | ■Hapi-line Fukui線 | 上行      | 敦賀方向               | 敦賀方向               |

在列車操作調度上各路線的用途定義如下：1號線為「下行本線」，2號線為「中1號線」，3號線為「中2號線」，4號線為「中3號線」，至於5號線則為「上行本線」。

#### 歷史
- 1896年7月15日：官設鐵道北陸線敦賀～本站間開業，為一般站，亦是終站[1][2][3][4]。
- 1897年9月20日：路線延伸至小松站，改為中途站。
- 1909年10月12日：制定並命名為「北陸本線」。
- 1952年12月1日：部份貨物提取業務改於南福井站處理[2][5]。
- 1953年3月：第3代站房暨「福井站前大廈」（福井ステーションビル）竣工[4]。
- 1956年12月15日：九頭龍線福井～勝原間開業[6]。
- 1959年2月1日：取消所有貨物提取服務，改為純客運車站[2]。
- 1986年11月1日：手提行李提取服務也取消。
- 1987年4月1日：隨國鐵分割民營化，本站由西日本旅客鐵道（JR西日本）接管。
- 1990年12月25日：採用以豎琴彈奏的進站提示音樂[7]。此進站音樂一直使用至2000年北陸線全面CTC化的時候。
- 1996年7月10日：福井站連續立體交差事業工程進行了起工式[8]。
- 1998年6月：正式展開敷設臨時路軌工程。
- 1999年12月20日：北陸本線上行線移至臨時路軌。
- 2000年6月5日：北陸本線下行線移至臨時路軌。全線完成切換至臨時路軌。
- 2024年3月16日：隨北陸新幹線延伸至敦賀，新幹線車站啟用，原在來線車站改由福井幸福鐵道營運。

#### 利用狀況
以下數據均來自「福井縣統計年鑑」及「福井市統計年鑑」：
| 年度 | JR西日本         | 出處     |
| 年度 | 1日平均 乘車人員 | 出處     |
| ---- | ---------------- | -------- |
| 1992 | 10,574           | [ * 1 ]  |
| 1993 | 11,013           | [ * 1 ]  |
| 1994 | 10,982           | [ * 1 ]  |
| 1995 | 11,153           | [ * 1 ]  |
| 1996 | 11,123           | [ * 1 ]  |
| 1997 | 10,792           | [ * 2 ]  |
| 1998 | 10,602           | [ * 3 ]  |
| 1999 | 10,606           | [ * 4 ]  |
| 2000 | 10,503           | [ * 5 ]  |
| 2001 | 10,456           | [ * 6 ]  |
| 2002 | 10,251           | [ * 7 ]  |
| 2003 | 9,920            | [ * 8 ]  |
| 2004 | 9,726            | [ * 9 ]  |
| 2005 | 9,914            | [ * 10 ] |
| 2006 | 9,828            | [ * 11 ] |
| 2007 | 9,968            | [ * 12 ] |
| 2008 | 9,981            | [ * 13 ] |
| 2009 | 9,552            | [ * 14 ] |
| 2010 | 9,498            | [ * 15 ] |
| 2011 | 9,542            | [ * 16 ] |
| 2012 | 9,602            | [ * 17 ] |
| 2013 | 9,756            | [ * 18 ] |
| 2014 | 9,632            | [ * 19 ] |
| 2015 | 9,937            | [ * 20 ] |
| 2016 | 10,132           | [ * 21 ] |
| 2017 | 10,257           | [ * 22 ] |
| 2018 | 10,430           | [ * 23 ] |
| 2019 | 10,301           | [ * 24 ] |
| 2020 | 6,759            | [ * 25 ] |
| 2021 | 7,600            | [ * 25 ] |
| 2022 | 9,012            | [ * 25 ] |

### 越前鐵道
越前鐵道所屬的福井車站緊鄰JR福井車站的東側。
為配合迎接新幹線開業，福井市政府早於新幹線落實延長至敦賀後不久，便宣佈一系列的改建計劃，當中也包括將越前鐵道的站房高架化，後來，因應新幹線車站旁的高架橋段先行完成，便在2015年至2018年期間，把橋面借予越前鐵道作為臨時總站，從而騰出空間將原站房拆扯卸及重建。2018年6月24日，全新的高架化車站正式投入使用。

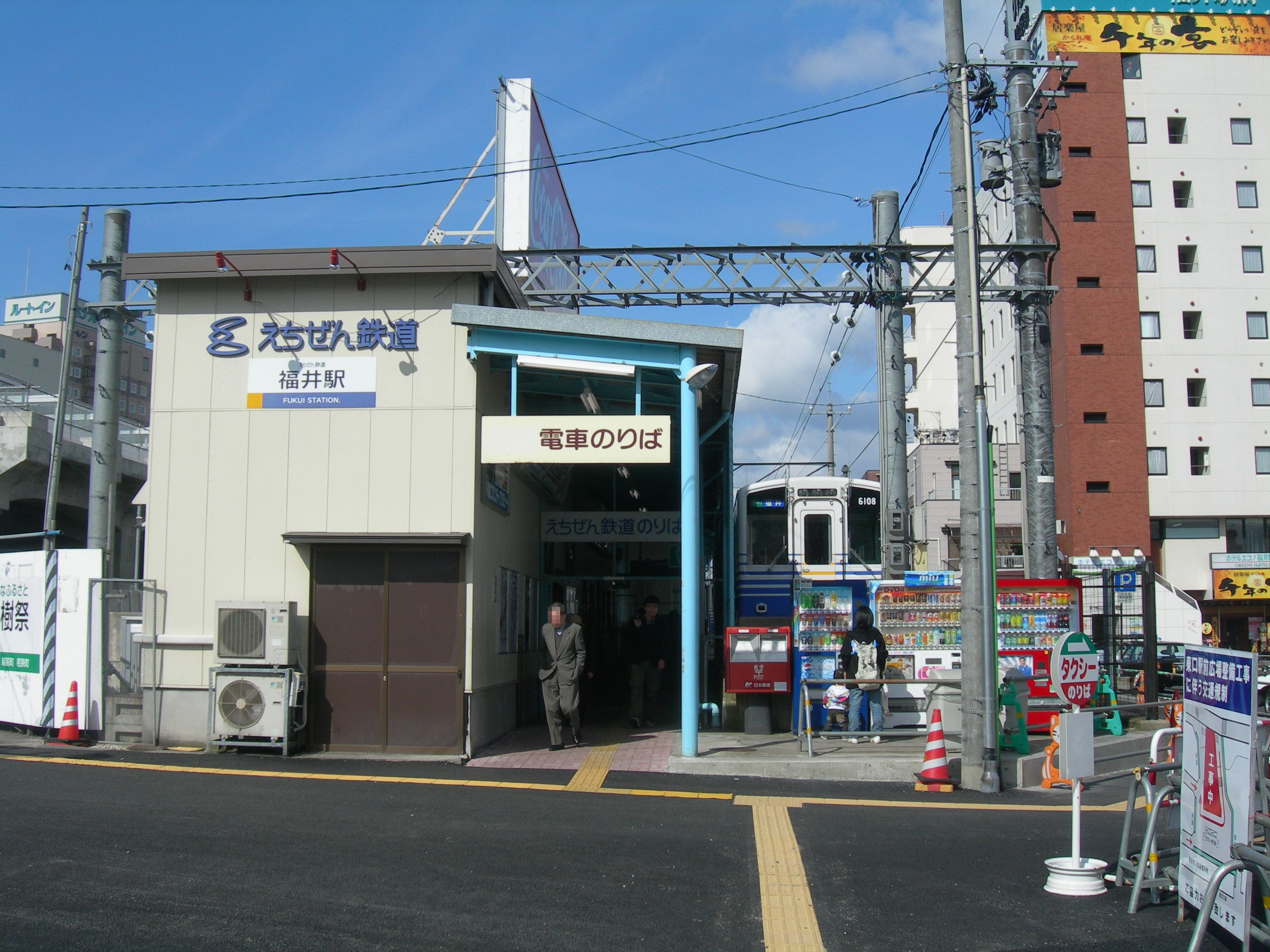
舊站
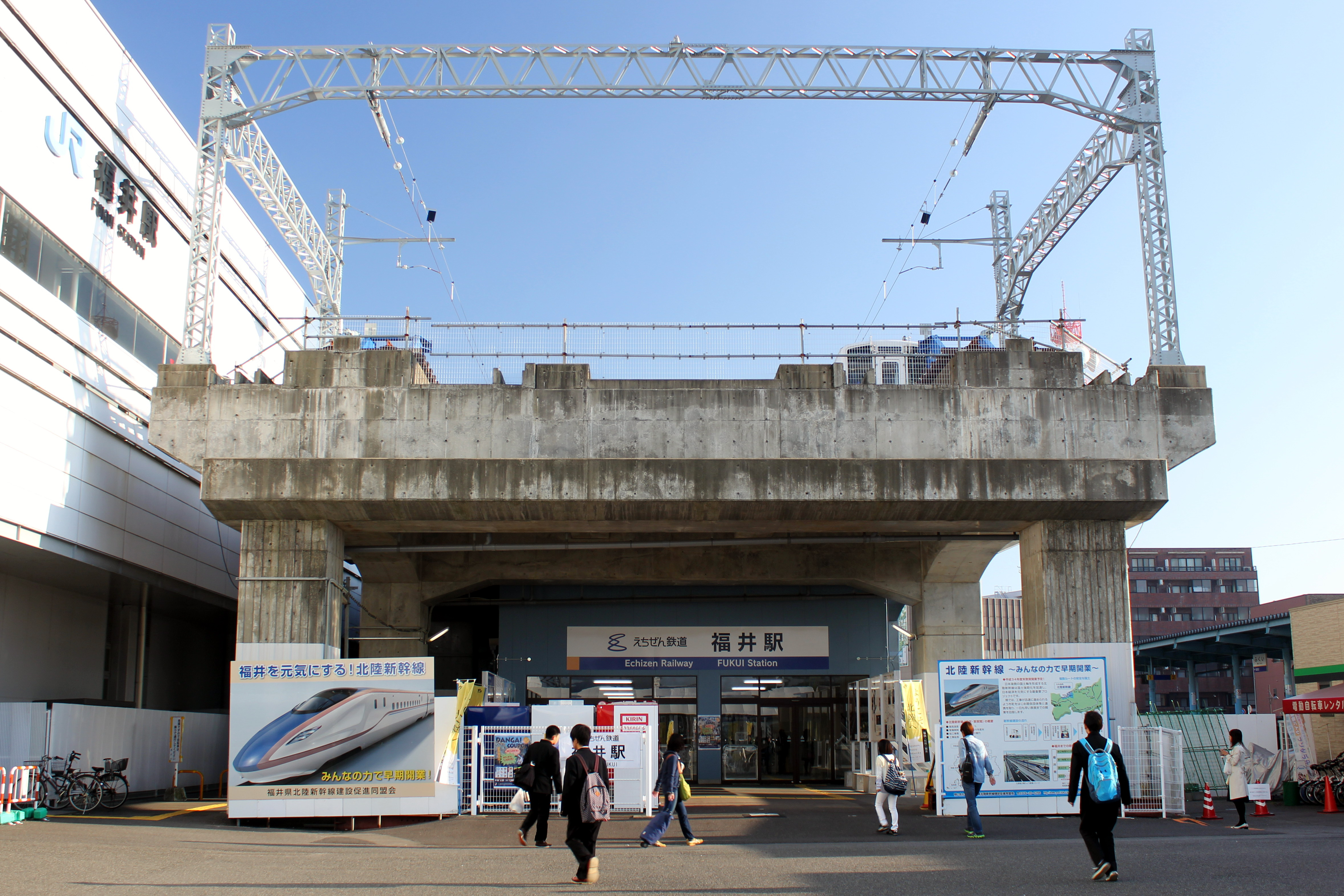
越前鐵道 臨時福井車站的入口（使用未來新幹線的月臺）

#### 月台配置
設有島式月台一座及兩條乘車線，有限長度為2輛，月台盡頭前亦預留了一節車廂長度的路軌作為緩衝區。
由於採用了固定的時間表編排，三國蘆原線與勝山永平寺線兩線大致上是輪流交替發車，因此縱使兩線的列車均可駛入1號或2號月台但一般情況下，1號月台列車主要為三國蘆原線；而2號月台則大多供勝山永平寺線的列車使用。
| 月台 | 路線          | 目的地                     | 備註 |
| ---- | ------------- | -------------------------- | ---- |
| 1    | ■三國蘆原線   | 西長田百合之里、三國港方向 |      |
| 2    | ■勝山永平寺線 | 永平寺口、勝山方向         |      |

#### 歷史
- 1929年：

- 9月21日：京都電燈越前電氣鐵道線福井站開業。
- 11月20日：三国蘆原電鐵開始駛入本站。

- 1942年3月2日：京都電燈把越前電氣鐵道線轉讓予京福電氣鐵道，並改稱為「越前本線」[15][16]。
- 1996年3月：因應福井站周邊進行連續立體交差事業，舖設了臨時線路。
- 1997年3月23日：臨時站房及臨時路軌開始使用[17]。
- 2001年6月24日：由於半年內兩度發生嚴重事故（日语：京福電気鉄道越前本線列車衝突事故），被國土交通省中部運輸局（日语：中部運輸局）引用鐵道事業法（日语：鉄道事業法）勒令全線暫停服務[18][19]。
- 2003年：
  - 2月1日：車站設施轉讓至越前鐵道[18][17]。

- 7月20日：越前鐵道車站重開。

- 2015年9月27日：本站～福井口站一段採用已竣工的北陸新幹線高架橋段為臨時路軌，臨時高架化[20][21][22][23]。
- 2018年6月24日：永久性的高架站房及相關高架路段正式投入使用[22][24][25][26]。
- 2024年10月11日：可使用ICOCA及全國通用IC卡付款[27][28]。

#### 使用狀況
以下為一日平均上下車人次。
| 上下車人次變化 | 上下車人次變化 |
| 年度           | 1日平均人次    |
| -------------- | -------------- |
| 2011           | 5,361          |
| 2012           | 5,474          |
| 2013           | 5,563          |
| 2014           | 5,633          |
| 2015           | 6,132          |
| 2016           | 6,145          |
| 2017           | 6,137          |
| 2018           | 6,392          |
| 2019           | 6,359          |
| 2020           | 4,444          |
| 2021           | 2,479          |
| 2022           | 2,827          |

### 福井鐵道
由福井鐵道所經營的福井站前站原設於JR車站西側約150公尺處、福井市中央一丁目9番地前方、習慣稱為「站前電車通」（駅前電車通り）的舊街中央。這條路面電車線實際上是自福武線本線分歧而出的末端支線，因此只有1座側式月台，並採用折返式月台設計，所有列車均由福井城址大名町轉入本站上落客，並原路折回至福井城址大名町後再通往不同的目的地。
後來，隨着與新的車站西廣場完工、以及與越前鐵道三國蘆原線作直通運轉，車站從原址向廣場方向伸延約150米，同時改為設有列車交會功能的車站，其站名亦由原來的「福井站前」改為「福井站」。
因應增加了列車交會的功能，使本站成為了福井線內急行列車超前普通列車的功用。大部份時間，普通列車當駛入本站時，急行列車就會在本線上超車而不會進入本站；至於上午繁忙時間由本站始發的急行列車，則會先讓由田原町開出的普通列車進站及讓乘客轉乘後才開出。

#### 月台
現時設有側式月台及島式月台各1個及2條線道。其中，側式月台與並設於站前廣前的巴士總站行人路上，只用作落客專用；島式月台則用作2條路軌的上、落客之用。
| 番線 | 路線    | 方向 | 行先                                                           |
| ---- | ------- | ---- | -------------------------------------------------------------- |
| 1    | ■福武線 | 上行 | 落車專用（往田原町始發列車除外）                               |
| 2    | ■福武線 | 上行 | 武生新方向                                                     |
| 3    | ■福武線 | 下行 | 田原町方向 經越前鐵道■三國蘆原線前往福大前西福井、鷲塚針原方向 |

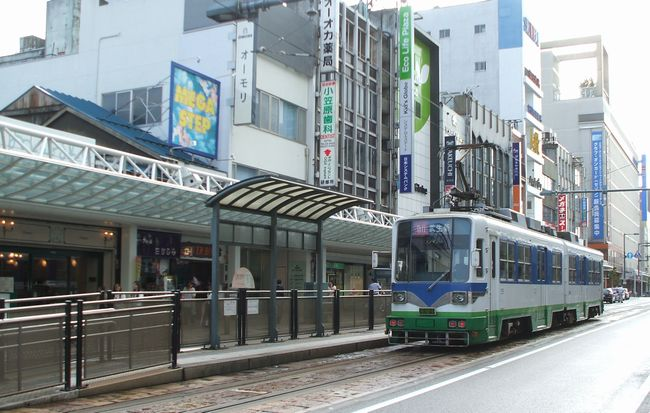
舊車站及月台（2009年9月）
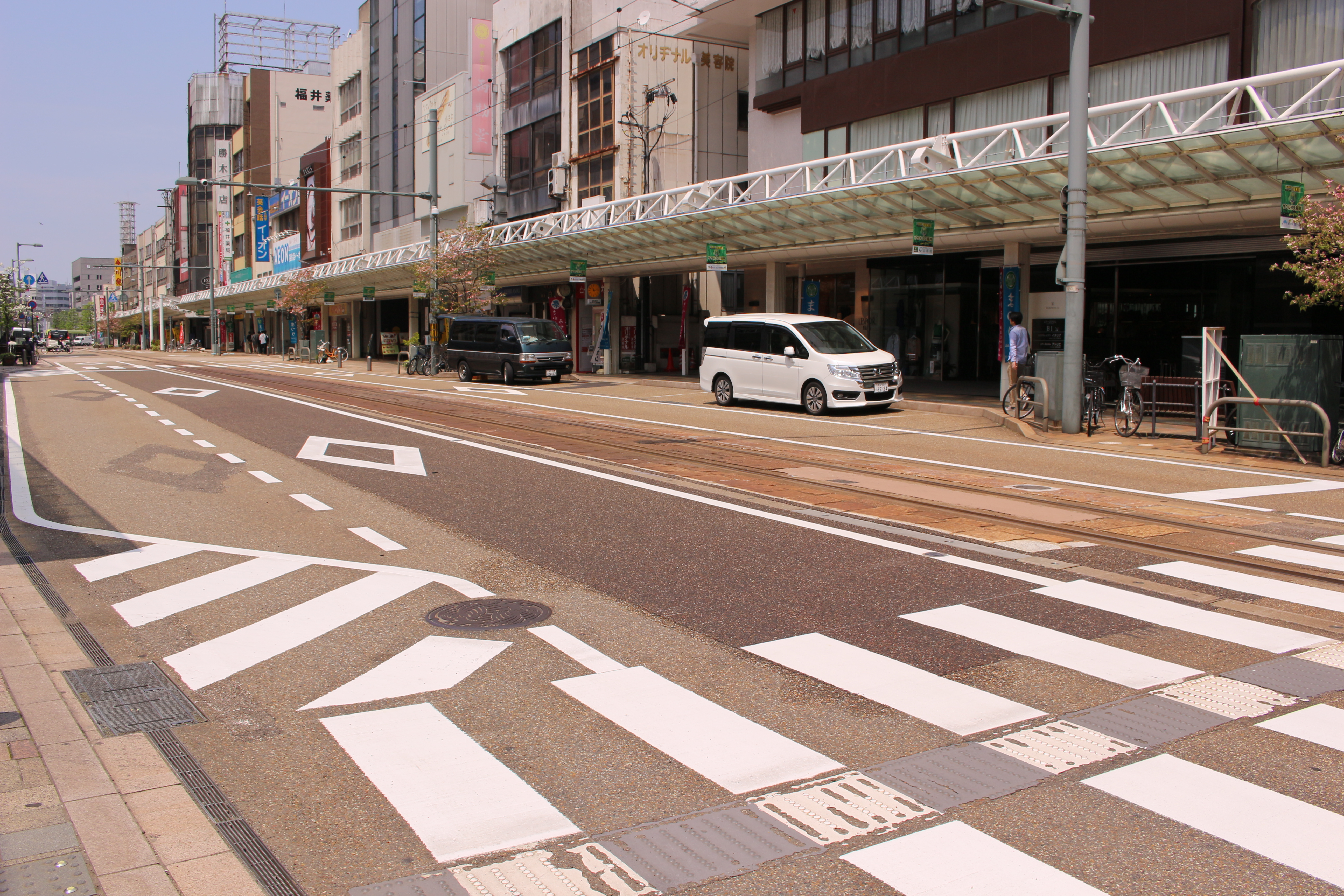
舊月台已被拆走及改建成為路面（2016年4月)

#### 歷史
- 1933年10月15日：福武電氣鐵道福井停車場前站開業[32][33]。
- 1972年10月12日：無人化[34]。
- 2009年2月24日：隨名古屋鐵道退出、改以上下分離方式第三部門鐵道形態續運。
- 2016年3月27日：隨JR福井站西口廣場竣工投入使用、車站向廣場延伸[35][30]、改稱為「福井站」[36][37]。
- 2023年4月14日：位於Happiring（日语：ハピリン）別棟內的福井市觀光案內所「Welcome Centre」停止委託發售車票，再度無人化[38]。
- 2024年3月2日: 隨「Welcome Centre」改稱為「福井市街中案內所」，重新發售車票。
- 2024年10月11日：可使用ICOCA及全國通用IC卡付款[27][28]。

#### 使用人數
| 1日上落人數推算 | 1日上落人數推算 |
| 年度            | 1日平均人数     |
| --------------- | --------------- |
| 2011年          | 880             |
| 2012年          | 952             |
| 2013年          | 952             |
| 2014年          | 952             |
| 2015年          | -               |
| 2016年          | 463             |
| 2017年          | 448             |
| 2018年          | 6,392           |
| 2019            | 423             |
| 2020            | 290             |
| 2021            | 307             |
| 2022            | 372             |

## 巴士路線

### 高速巴士、特急巴士
高速巴士路線原在離西口約600m的京福巴士總站發車、2009年5月22日變更為東口交通廣場（乘車、降車）。
福井站東口停留所
- 1號線
  - Dream福井號（京福巴士、福井鐵道、JR巴士關東）
  - 福井 - 東京線「昼特急」（京福巴士、福井鐵道）
  - 北陸道特急巴士 福井⇔名古屋（京福巴士、福井鐵道、JR東海巴士、名鐵巴士）
  - 永平寺Liner 福井⇔永平寺（京福巴士）
- 2號線
  - 福井⇔大阪梅田（京福巴士、福井鐵道、阪急巴士）
  - 福井⇔小松空港（京福Limousine巴士、福井鐵道）

### 路線巴士
一般路線巴士於離西口約200 - 400m的道路上之巴士站停車。
京福巴士 福井站前停留所 
- 4號線（北西方向）
  - 12 學園線
  - 14 西安居線
  - 15 鮎川、小丹生線
  - 16 川西、三國線
- 5號線
  - Friendly巴士（福井縣立圖書館、福井縣文書館）
  - すかっとランド九頭龍
- 6號線
  - 福井競輪場直行巴士
- 7號線（西方向）
  - 70 運動公園線（有樂町先回行）
  - 78 茱崎線
- 8號線（南、南西方向）
  - 63 生部線
  - 71 運動公園線（Bell前先回行）
  - 72 赤十字病院線（久保町先回行）
  - 73 赤十字病院線（毛矢町先回行）
  - 76 西田中、天王線
  - 77 清水山線
  - 79 織田線
- 9號線（東、南東方向）
  - 51 上北野循環線
  - 52 上北野、問屋団地循環線
  - 54 岡保線
  - 55-1 大野線（稻津、花山、糸魚町經由）
  - 55-2 大野線（荒木新保、川上、糸魚町經由）
  - 55-3 大野線（濟生會病院止）
  - 56 池田線
  - 60 羽水高校線
  - 61 西大味線
  - 62 東郷線
- 10號線（北方向）
  - 20 幾久、新田塚線（町屋町先回行）
  - 21 幾久、新田塚線（福井大學前先回行）
  - 25 川東、三國線
  - 26 福井總合病院線
  - 27 大學病院線（新田塚經由）
  - 28 運轉者教育中心線
  - 31 丸岡線（體育館前經由）
  - 31 丸岡線（町屋町經由）
- 11號線（北東、東方向）
  - 33 大學病院線（羽崎經由）
  - 34 大學病院線（開發口經由）
  - 35 大學病院線（中藤校前經由）
  - 36 丸岡線（開發口、羽崎經由）
  - 37 大學病院線（松岡站經由）
  - 38 大和田ecoline線
  - 50 縣立病院線
  - 53 円山、重立線
  - 57 心臓中心、町屋線

 福鐵巴士 福井站前停留所、福井西武前停留所 
- 132 麻生津線
- 133 福浦線

 Community巴士「すまいる」 站前商店街停留所 
- 北方向 田原 - 文京方向
- 東方向 城東 - 日之出方向
- 西方向 照手 - 足羽方向
- 南方向 木田 - 板垣方向

 Community巴士「すまいる」 站前電車通り停留所 
- 西方向 照手 - 足羽方向

## 相鄰車站
西日本旅客鐵道
■北陸新幹線
蘆原溫泉－福井－越前武生
■九頭龍線（越美北線，但是至越前花堂站為止經Hapi-line Fukui線直通）
福井－越前花堂
※而此站與越前花堂站之間設有日本貨物鐵道的貨物站南福井站。
Hapi-line Fukui
■Hapi-line Fukui線
快速
鯖江 － 福井
普通
越前花堂－福井－森田
越前鐵道
■勝山永平寺線（包括直通■三國蘆原線）
快速、普通
福井－新福井
福井鐵道
■福武線
急行、普通
福井城址大名町 - 福井站 - 福井城址大名町
（所有繞經本站的列車皆會停靠福井城址大名町2次。）

### 利用狀況
福井市統計書
1. 1 2 3 4 5   (PDF). 福井市: 121.   [2021-03-23]. （原始内容 (PDF)存档于2021-03-23） （日语）.
2. ↑   (PDF). 福井市: 121.   [2021-03-23]. （原始内容 (PDF)存档于2021-03-23） （日语）.
3. ↑   (PDF). 福井市: 129.   [2021-03-23]. （原始内容 (PDF)存档于2021-03-23） （日语）.
4. ↑   (PDF). 福井市: 129.   [2021-03-23]. （原始内容 (PDF)存档于2021-03-23） （日语）.
5. ↑   (PDF). 福井市: 128.   [2021-03-23]. （原始内容 (PDF)存档于2021-03-23） （日语）.
6. ↑   (PDF). 福井市: 128.   [2021-03-23]. （原始内容 (PDF)存档于2021-03-23） （日语）.
7. ↑   (PDF). 福井市: 128.   [2021-03-23]. （原始内容 (PDF)存档于2021-03-23） （日语）.
8. ↑   (PDF). 福井市: 128.   [2021-03-23]. （原始内容 (PDF)存档于2021-03-23） （日语）.
9. ↑   (PDF). 福井市: 128.   [2021-03-23]. （原始内容 (PDF)存档于2021-03-23） （日语）.
10. ↑   (PDF). 福井市: 127.   [2021-03-23]. （原始内容 (PDF)存档于2021-03-23） （日语）.
11. ↑   (PDF). 福井市: 138.   [2021-03-23]. （原始内容 (PDF)存档于2021-03-23） （日语）.
12. ↑   (PDF). 福井市: 143.   [2021-03-23]. （原始内容 (PDF)存档于2021-03-23） （日语）.
13. ↑   (PDF). 福井市: 143.   [2021-03-23]. （原始内容 (PDF)存档于2021-03-23） （日语）.
14. ↑   (PDF). 福井市: 142.   [2021-03-23]. （原始内容 (PDF)存档于2021-03-23） （日语）.
15. ↑   (PDF). 福井市: 143.   [2021-03-23]. （原始内容 (PDF)存档于2021-03-23） （日语）.
16. ↑   (PDF). 福井市: 143.   [2021-03-23]. （原始内容 (PDF)存档于2021-03-23） （日语）.
17. ↑   (PDF). 福井市: 144.   [2021-03-23]. （原始内容 (PDF)存档于2021-03-23） （日语）.
18. ↑   (PDF). 福井市: 144.   [2021-03-23]. （原始内容 (PDF)存档于2021-03-23） （日语）.
19. ↑   (PDF). 福井市: 145.   [2021-03-23]. （原始内容 (PDF)存档于2021-03-23） （日语）.
20. ↑   (PDF). 福井市: 144.   [2021-03-23]. （原始内容 (PDF)存档于2021-03-23） （日语）.
21. ↑   (PDF). 福井市: 144.   [2021-03-23]. （原始内容 (PDF)存档于2021-03-23） （日语）.
22. ↑   (PDF). 福井市: 145.   [2021-03-23]. （原始内容 (PDF)存档于2021-03-23） （日语）.
23. ↑   (PDF). 福井市: 145.   [2021-03-23]. （原始内容 (PDF)存档于2021-03-23） （日语）.
24. ↑   (PDF). 福井市: 145.   [2021-03-23]. （原始内容 (PDF)存档于2021-03-23） （日语）.
25. 1 2 3  令和5年福井市統計年鑑，第145頁。

## 外部連結
- JR西日本－福井車站 （页面存档备份，存于）（日語）
- 福井站 - Hapi-line Fukui（日語）
- 越前鐵道－福井車站（日語）
- 福井鐵道－福井站前車站時刻表（日語）